# スワロー・サイドカー・SS2
SS2はスワロー・サイドカー・カンパニー（SSカーズを経て現ジャガー）がSS1と並び初めて製造した自動車である。

## 概要
それまでサイドカーメーカー・コーチビルダーに過ぎなかったスワローは、初のオリジナルモデル、SS1とSS2を1931年10月のロンドンモーターショーに発表した。
SSの由来については「スワロー・サイドカー」「スワロー・スペシャル」「スタンダード・スワロー」など諸説ある。
エンジンはスタンダード・リトルナインに搭載されていたそのままのスタンダード製内径φ60.25mm×行程88.0mm直列4気筒1,004ccサイドバルブ。
トランスミッションは当初スタンダード製そのままの3MT。
当時のスタンダード社長ジョン・ブラックはスワローに好意的で、ウィリアム・ライオンズの申し出に応じオリジナルより低い専用シャシを製作したため、シャシはスタンダード・モーター・カンパニー製ではあるが専用である。ホイールベースは2,270mm。
ボディは当初2人乗りクーペのみで、全長3,660mm、全幅1,370mm、全高1,370mmで、当時の自動車としては異例に低い。
最高速度は96km/h。
ステアリングはカム・アンド・レバー。サスペンションは半楕円リーフ、ブレーキは前後ともドラム。
ベントレーに似た美しい高級感溢れるデザインで、価格は約1/3に過ぎず、当初から好評で迎えられ、スワローは1933年半ばにはイギリス国内に100以上のディーラーを持つようになった。
発売後間もなくトランスミッションが4MT化され、エンジンが1,052ccに拡大された。1933年10月にベースが一クラス上の10HP/12HPに変更され、全長4,170mm、全幅1,420mm、全高1,370mm、ホイールベース2,640mmに拡大され、4人乗りになり、エンジンは内径φ63.5mm×行程106.0mmの1,343cc32hp/4,000rpmと内径φ69.5mm×行程106.0mmの1,608cc32hp/4,000rpmの選択となり、ボディにツアラーと2ドアセダンが追加された。セダン仕様の車両重量は1,028kg。